# Львівська бізнес-школа УКУ
Бізнес-школа Українського католицького університету (LvBS) заснована у Львові 15 років тому Українським католицьким університетом та провідними компаніями з різних галузей. За 15 років кількість випускників магістерських програм у рік зросла вдев'ятеро. 2010 року першими Key Executive MBA завершили 5 учасників, 2017 року навчання на чотирьох магістерках завершили майже півсотні учасників. 23 % Alumni — з інших міст України. Навчання проводять 23 іноземні викладачі, частина програм викладається виключно англійською або ж двома мовами. 2016 року Школа здобула міжнародну акредитацію Central and East European Management Development Association. В 2019 році кількість Alumni  досягла числа 350, а у 2021 році - 500.
LvBS — школа з європейськими цінностями та підходами, яка розвиває відкриту й відповідальну бізнес-спільноту. Ціль LvBS  сприяти розвитку візіонерів, які проактивно будуватимуть українське бізнес-середовище.
Виходячи із унікального симбіозу бізнес-школи та католицького університету (єдиного для усього пост-радянського простору, але поширеного для західного світу бізнес-освіти), Бізнес-школа УКУ опирається на міжнародність, як основу до побудови школи, з фокусом на особистісний розвиток кожного учасника програм та подій.
Належність до мережі католицьких університетів, при яких є найкращі бізнес-школи світу, дає LvBS  особливі можливості міжнародної співпраці, яких немає в інших українських бізнес-шкіл. Підходи до структури програми Key Executive МВА  та інших продуктів виходять з міжнародного досвіду та наповнюються найкращим українським практичним досвідом.
Пріоритетність розвитку бізнес-освіти, спрямованої на виховання відповідальних підприємців, а не лише на розвиток ефективних управлінців, визнали на міжнародному рівні у виданні Financial Times у статті про LvBS «Blending ethics and expertise».

## Історія
2008-ий — рік заснування Бізнес-школи УКУ. Тоді розпочали своє навчання бізнесмени на першій програмі Школи – Key Executive MBA .
2009 року Школа започаткувала візійну конференцію Intro. Розпочався перший міжнародний навчальний тур Школи для програми Key Executive МВА до Китаю.
2011 року LvBS видала свою першу книгу – переклад українською книги провідного бізнес-футуролога світу Адріана Сливоцького «Прорив». Тоді ж А. Сливоцький вперше відвідав Школу.
У 2011 році LvBS розпочала проєкт Бізнес CREDO для пошуку відповідей для бізнесу у відкритому спілкуванні з моральними лідерами. Спільний проєкт з Knowledge@Wharton (бізнес-школа Wharton при Пенсильванському університеті, США) та публікації про лідерство, інновації та підприємництво у Східній Європі та інших країнах. До збірки ввійшли найбільш захопливі матеріали та інтерв’ю представлено трьома мовами – українською, російською та англійською. Електронний дайджест отримають 1,7 млн підписників Knowledge@Wharton в цілому світі.
2012 рік – Бізнес-школа УКУ відкриває другу магістерську програму – для людей, які готові до створення та запуску своїх бізнес-проєктів в технологічних та інноваційних сферах – MSc in Innovations and Entrepreneurship .
2013 року Школа стартувала навчання для І групи уже третьої своєї магістерської програми MSc in Technology Management . Спільно з Львівським ІТ-кластером відкриває єдину програму магістерського рівня у Східній Європі, яка надає бізнес-освіту в сфері технологій
2014 року у LvBS стартувала магістерська програма MA in Human Resources and Organization Development. Саме тут учасники можуть здобути HR і бізнес-експертизу міжнародного рівня. Також цього року після подій Майдану Школа у партнерстві з УКУ започаткувала проєкт Good Governance для державних управлінців нового покоління
2015 року вперше Школа випустила одночасно півсотні випускників магістерських програм.
2016 року відбулося відкриття першого в Україні Центру лідерства УКУ, декан-засновниця Школи Софія Опацька прийняла пропозицію зайняти посаду проректора з навчальної-педагогічної роботи УКУ. Крім того, Львівська бізнес-школа УКУ отримала міжнародну акредитацію CEEMAN IQA. Визнано, що LvBS – це інноваційна й унікальна бізнес-школа, яка у контексті своєї діяльності безпосередньо відповідає потребам суспільства.
2017 року стартував проєкт LvBS в Римі, Школа видала свою сьому книгу. Цього ж року розпочав роботу новий спільний проєкт школи та УКУ, бізнес-акселератор, Центр підприємництва.
2019 року відкрито магістерську програму - MSc in Marketing Management .

## Викладачі LvBS
- Опацька Софія Володимирівна
- Адріан Сливоцький
- Глібовицький Євген Мирославович
- Пекар Валерій Олександрович
- Ключковська Ярина Юріївна
- Грицак Ярослав Йосипович

## Alumni LvBS

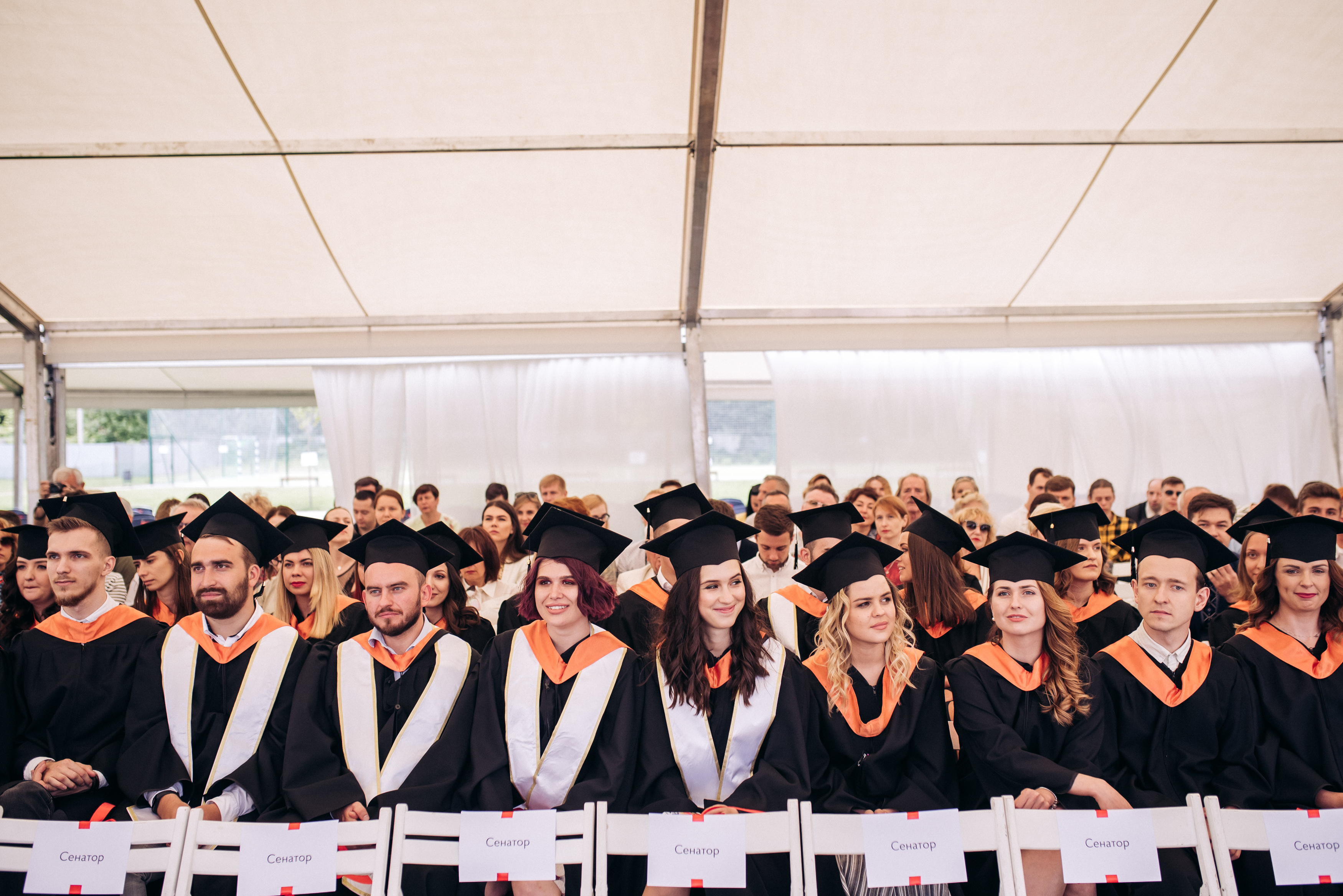
Випускники Бізнес-школи УКУ 2019 року.

Серед основних цінностей LvBS є розвиток особистості. Цей розвиток продовжується і після завершення навчання учасників програм. Для того, щоб краще розуміти потреби своїх випускників, більше залучати їх до життя Школи та підтримувати високий рівень співпраці, було створено Асоціацію випускників LvBS. Це спільнота людей, об’єднаних довірою. Повний список випускників та випускниць можна знайти на сторінці Бізнес-школи УКУ. [Архівовано 20 вересня 2020 у Wayback Machine.]
- Коваль Віталій Станіславович
- Венедикт (Алексійчук)
- Підлісецький Лев Теофілович